# Isola di Cywolka
L'isola di Cywolka (in russo Остров Цивольки, ostrov Civol'ki) è un'isola russa dell'arcipelago di Novaja Zemlja ed è bagnata dal mare di Kara.
Amministrativamente appartiene al circondario urbano (gorodskoj okrug) della Novaja Zemlja, uno degli 8 dell'oblast' di Arcangelo, nel Circondario federale nordoccidentale.

## Geografia
L'isola è situata all'ingresso del golfo di Cywolka (залив Цивольки, zaliv Civol'ki) lungo la costa orientale dell'isola Severnyj, 2 km a sud della penisola Žerdi (полуостров Жерди, poluostrov Žerdi). È separata dall'isola di Pachtusov a nord-est dallo stretto Promyslovyj (пролив Промысловый, proliv Promyslovyj) e dall'isola Ploskij a est dallo stretto Murmanec (пролив Мурманец, proliv Murmanec).
L'isola di Cywolka è in realtà un'isola doppia, con la parte nord-occidentale separata dal resto dallo stretto Uzkij (пролив Узкий, proliv Uzkij). Il corpo principale ha una forma fortemente irregolare, con coste ricche di piccole baie e golfi; è larga a sud, ma già nella parte centrale inizia ad assottigliarsi in una lunga penisola che si sviluppa in direzione nord-nord-est. Misura circa 7,8 km di lunghezza dall'estremità settentrionale a quella meridionale e 4,5 km di larghezza nella parte più ampia a sud, mentre è larga meno di 200 m nel punto più stretto della lunga striscia di terra. L'altezza massima è di 55 m s.l.m.; su essa è presente un punto di triangolazione geodetica chiamato Bogdanova (Богданова).

Sull'isola si trovano pochi brevi corsi d'acqua e però punteggiata da piccoli laghi dalla forma allungata o circolare. Il più vasto si trova quasi al centro dell'isola ed è lungo circa 1 km.
La seconda isola ha invece una forma allungata più regolare, disposta parallelamente alla lunga penisola sull'isola principale. Misura 3,1 km di lunghezza e 1,3 km di larghezza massima. Al centro si trova un lago stretto e lungo poco più di 1 km.
L'isola, come il gruppo omonimo delle Isole di Cywolka nell'arcipelago di Nordenskiöld, è stata così chiamata in onore dell'esploratore polacco al servizio della Russia August Cywolka (in russo Август Карлович Циволька, Avgust Karlovič Civol'ka).

## Isole adiacenti
- Scoglio Luda-Bodisko[4] (скала Луда-Бодиско), a sud dell'isola di Cywolka. 74°17′24.756″N 59°02′31.344″E
- Isola Luda-Nedostupnaja[4] (остров Луда-Недоступная, "luda inaccessibile"),[5] a sud dell'isola di Cywolka, nella mappa appare come due piccoli isolotti vicini[6]. 74°18′28.48″N 58°58′01.4″E
- Isola Kruglyj (оstrov Круглый; "isola rotonda"),[7] situata tra l'isola di Cywolka e la costa; l'isola è lunga circa 2,5 km e larga 1,7 km[2], con un'altezza di 81 m; a nord-ovest c'è un piccolo lago e un altro al centro con un corso d'acqua. 74°19′52.66″N 58°47′37.24″E
- Isola Nizkij (остров Низкий, "isola bassa"),[8] piccola isola a nord-ovest di Kruglyj, fra quest'ultima e la costa (nella mappa sono visibili due isolette[6]). 74°20′35.038″N 58°43′51.06″E
- Isola Bezymjannyj (остров Безымянный; "isola senza nome"),[9] l'isola, lunga circa 1,5 km[2], ha un'altezza di 30 m; è situata di fronte al delta del fiume Ladygina. 74°24′11.77″N 58°43′58.48″E
- Isola Gorbatyj (остров Горбатый; "isola gibbosa"),[10] situata a nord di Bezymjannyj, è anch'essa vicina al delta della Ladygina. L'isola è larga 1,6 km nella parte sud-occidentale e si allunga in una penisola verso nord-est per una lunghezza totale di circa 2,8 km[2]. 74°25′30.81″N 58°41′35″E
- Isola Pasynok (остров Пасынок), piccola isola nella parte centrale del golfo, a nord di Gorbatyj. 74°27′50″N 58°42′02.3″E
- Isola Ploskij (остров Плоский; "isola piatta"),[11] piccola isola con una lunga striscia di terra che si allunga verso nord, alta 25 m si trova a est dell'isola di Cywolka e a sud di Pachtusov. 74°21′29.38″N 59°13′23.43″E
- Isola Kurgan (оstrov Курган, "isola del colle"),[12] piccola isola ovale, situata a nord di Cywolka e a sud-ovest di Pachtusov, è alta 42 m s.l.m. 74°24′26.06″N 59°05′56″E